# Conferencia de Grandes Escuelas
La Conferencia de Grandes Escuelas (en francés: Conférence des Grandes Écoles, sigla CGE) es una institución pública francesa creada en 1973  que actúa como una asociación de las Grandes Escuelas, proporcionándoles representación y acreditación.  En efecto, una Grande École es una institución francesa de educación superior pero en un sistema paralelo y, a menudo, conectado con el marco principal del Sistema universitario francés. 
Desde 2010, muchas de las Grandes Écoles han formado parte de las nuevas universidades colegiadas, que han surgido de universidades de prestigio y bajo el estatus de Grand établissement, como la PSL Research University, la Universidad Paris-Saclay, el Instituto Politécnico de París o la Universidad Panthéon-Assas.  Las Grandes écoles son instituciones académicas de élite que admiten estudiantes a través de un proceso extremadamente competitivo (8,75 sobre diez), y una proporción significativa de sus graduados ocupan los niveles más altos de la sociedad francesa.  Similar a Ivy League en Estados Unidos, el Grupo Russell en el Reino Unido, y Liga C9 en China, la graduación de una Grande école se considera la credencial de requisito previo para cualquier alto cargo gubernamental, administrativo y corporativo en Francia.  Aunque no todas las Grandes écoles son miembros de la conferencia. Para ser miembro, la Grande école debe estar acreditada para la educación de posgrado y aplicar criterios estrictos para: reclutamiento e inscripción de estudiantes; instrucción y programas; investigación y reputación internacional; conexiones con la industria privada; y apoyo estudiantil.

## Acreditación
La CGE ofrece casi 600 cursos de formación acreditados y una gama de formación e investigación en línea con el mercado laboral francés. Cada uno de sus programas certifica la calidad de un proceso formativo completo en cada escuela y garantiza el cumplimiento de estos principios fundamentales: excelencia, integración profesional, apertura internacional, acreditación formativa. Como organismo de acreditación, la CGE creó una Comisión de Acreditación compuesta por 32 expertos, encabezada por Stéphanie Lavigne, directora general de Toulouse Business School desde 2019. La CGE informa sobre los niveles de calidad y excelencia de sus escuelas, recibiendo solicitudes de primera acreditación y abriendo períodos de renovación. Asimismo, supervisa contenidos y métodos de capacitación mediante controles aleatorios y auditorías in situ.  Sus programas más conocidos son: 
- Programme Grande École (PGE) - El programa insignia de capacitación profesional de cinco años que finaliza con un diploma de nivel Bac+5, como Maestría en Administración, Maestría en Ingeniería, Maestría en Medicina Veterinaria, etc.
- Maestría en Ciencias (MSc, Mastère en sciences) - Dominio de un campo internacional especializado (como finanzas, ciencia de datos, ingeniería de fluidos, etc.) con al menos la mitad de todos los cursos impartidos en inglés. El programa finaliza con un diploma de nivel Bac+5 o Bac+6, como Maestría en: Inteligencia Artificial y Análisis de Negocios; Gestión Europea de Animales; Gestión de Lujo y Moda.
- Maestría Especializada (MS, Mastère spécialisé) - Un dominio de nivel avanzado en un campo específico. El programa finaliza con un diploma de nivel Bac + 6, como MS en: Administración y Políticas Públicas; Tecnología Biomédica; o Enología / Vinos.
- BADGE (Bilan d'aptitude délivré par les grandes écoles) - Una certificación de capacitación para graduados de Bac+2 o para aquellos con 5 años de experiencia profesional.
- CQC (Certificado de Calificación y Habilidades): Cursos cortos y certificación dirigidos a un conjunto particular de necesidades profesionales.

## Prestigio
Las Grandes Écoles son instituciones públicas altamente selectivas acreditadas por la CGE con títulos otorgados por el Ministerio de Educación Superior (Francia) (en francés: Ministère de l'Enseignement supérieur) y reconocidas a nivel mundial.  La mayoría de las Grandes Écoles se dedican a los negocios y la ingeniería, pero también están los Écoles Normales Supérieures (ENS), el Instituto de Estudios Políticos (IEP), escuelas de veterinaria, escuelas de periodismo y otras escuelas en varias áreas especializadas. Aunque son más caras que las universidades públicas en Francia, las Grandes Écoles por lo general tienen clases y cuerpos estudiantiles más pequeños y muchos de sus programas se imparten en inglés. Las pasantías internacionales, las oportunidades de estudiar en el extranjero y los estrechos vínculos con el gobierno y el mundo corporativo son su sello distintivo. 
De las 250 escuelas de negocios en Francia, solo 39 son miembros de la Conférence des Grandes Écoles, y muchas Grandes Écoles CGE se encuentran entre las escuelas de negocios mejor clasificadas de Europa. 
 
| Financial Times – European Business Schools (miembros CGE)                            | 2019 | 2020 | 2021 | Porcentaje femenino 2021 |
| ------------------------------------------------------------------------------------- | --- | --- | --- | --- |
| Escuela de Estudios Superiores de Comercio HEC Paris                                  | 1 | 1 | 1 | 30% |
| INSEAD, Institut européen d'administration des affaires                               | 5 | 3 | 3 | 22% |
| Escuela Superior de las Ciencias Económicas y Comerciales, Universidad CY Cergy Paris | 7 | 6 | 8 | 36% |
| ESCP Business School, Universidad de París 1 Panthéon-Sorbonne                        | 14 | 8 | 14 | 38% |
|                                                                                       | | | | |
| Escuela de Estudios Superiores Comerciales del Norte, Universidad Católica de Lille   | 15 | 14 | 10 | 33% |
| Emlyon Business School                                                                | 20 | 20 | 19 | 40% |
| Grenoble École de Management                                                          | 25 | 28 | 36 | 47% |
| Audencia Business School                                                              | 40 | 45 | 31 | 44% |
|                                                                                       | | | | |
| Escuela de negocios de Normandía                                                      | 81 | 83 | 86 | 40% |
| École supérieure de commerce de Clermont                                              | 95 | & Expresión errónea: palabra «x» desconocida Expresión errónea: palabra «x» desconocida Expresión errónea: palabra «x» desconocida Expresión errónea: palabra «x» desconocida Expresión errónea: palabra «x» desconocida Expresión errónea: palabra «x» desconocida Expresión errónea: palabra «x» desconocida Expresión errónea: palabra «x» desconocida Expresión errónea: palabra «x» desconocida Expresión errónea: palabra «x» desconocida Expresión errónea: palabra «x» desconocida Expresión errónea: palabra «x» desconocida Expresión errónea: palabra «x» desconocida Expresión errónea: palabra «x» desconocida Expresión errónea: palabra «x» desconocida Expresión errónea: palabra «x» desconocida . Expresión errónea: palabra «x» desconocida [ 25 ] | & Expresión errónea: palabra «x» desconocida Expresión errónea: palabra «x» desconocida Expresión errónea: palabra «x» desconocida Expresión errónea: palabra «x» desconocida Expresión errónea: palabra «x» desconocida Expresión errónea: palabra «x» desconocida Expresión errónea: palabra «x» desconocida Expresión errónea: palabra «x» desconocida Expresión errónea: palabra «x» desconocida Expresión errónea: palabra «x» desconocida Expresión errónea: palabra «x» desconocida Expresión errónea: palabra «x» desconocida Expresión errónea: palabra «x» desconocida Expresión errónea: palabra «x» desconocida Expresión errónea: palabra «x» desconocida Expresión errónea: palabra «x» desconocida . Expresión errónea: palabra «x» desconocida [ 26 ] | & Expresión errónea: palabra «x» desconocida Expresión errónea: palabra «x» desconocida Expresión errónea: palabra «x» desconocida Expresión errónea: palabra «x» desconocida Expresión errónea: palabra «x» desconocida Expresión errónea: palabra «x» desconocida Expresión errónea: palabra «x» desconocida Expresión errónea: palabra «x» desconocida Expresión errónea: palabra «x» desconocida Expresión errónea: palabra «x» desconocida Expresión errónea: palabra «x» desconocida Expresión errónea: palabra «x» desconocida Expresión errónea: palabra «x» desconocida Expresión errónea: palabra «x» desconocida Expresión errónea: palabra «x» desconocida Expresión errónea: palabra «x» desconocida . Expresión errónea: palabra «x» desconocida |
|                                                                                       | | | | |
| École supérieure des sciences commerciales d'Angers                                   | 76 | 70 | & Expresión errónea: palabra «x» desconocida Expresión errónea: palabra «x» desconocida Expresión errónea: palabra «x» desconocida Expresión errónea: palabra «x» desconocida Expresión errónea: palabra «x» desconocida Expresión errónea: palabra «x» desconocida Expresión errónea: palabra «x» desconocida Expresión errónea: palabra «x» desconocida Expresión errónea: palabra «x» desconocida Expresión errónea: palabra «x» desconocida Expresión errónea: palabra «x» desconocida Expresión errónea: palabra «x» desconocida Expresión errónea: palabra «x» desconocida Expresión errónea: palabra «x» desconocida Expresión errónea: palabra «x» desconocida Expresión errónea: palabra «x» desconocida . Expresión errónea: palabra «x» desconocida [ 26 ] | & Expresión errónea: palabra «x» desconocida Expresión errónea: palabra «x» desconocida Expresión errónea: palabra «x» desconocida Expresión errónea: palabra «x» desconocida Expresión errónea: palabra «x» desconocida Expresión errónea: palabra «x» desconocida Expresión errónea: palabra «x» desconocida Expresión errónea: palabra «x» desconocida Expresión errónea: palabra «x» desconocida Expresión errónea: palabra «x» desconocida Expresión errónea: palabra «x» desconocida Expresión errónea: palabra «x» desconocida Expresión errónea: palabra «x» desconocida Expresión errónea: palabra «x» desconocida Expresión errónea: palabra «x» desconocida Expresión errónea: palabra «x» desconocida . Expresión errónea: palabra «x» desconocida |
|                                                                                       | | | | |
|                                                                                       | | | | |
| La Rochelle Business School                                                           | 79 | 63 | 64 | 51% |
| Burgundy School of Business                                                           | 81 | 80 | 82 | 49% |
| ICN Business School                                                                   | 69 | & Expresión errónea: palabra «x» desconocida Expresión errónea: palabra «x» desconocida Expresión errónea: palabra «x» desconocida Expresión errónea: palabra «x» desconocida Expresión errónea: palabra «x» desconocida Expresión errónea: palabra «x» desconocida Expresión errónea: palabra «x» desconocida Expresión errónea: palabra «x» desconocida Expresión errónea: palabra «x» desconocida Expresión errónea: palabra «x» desconocida Expresión errónea: palabra «x» desconocida Expresión errónea: palabra «x» desconocida Expresión errónea: palabra «x» desconocida Expresión errónea: palabra «x» desconocida Expresión errónea: palabra «x» desconocida Expresión errónea: palabra «x» desconocida . Expresión errónea: palabra «x» desconocida [ 25 ] | 80 | 55% |
| IÉSEG School of Management                                                            | 64 | 55 | 62 | 46% |
| Institut Mines-Télécom Business School                                                | 75 | 73 | 84 | 48% |
|                                                                                       | | | | |
| ISC Paris Business School                                                             | 88 | & Expresión errónea: palabra «x» desconocida Expresión errónea: palabra «x» desconocida Expresión errónea: palabra «x» desconocida Expresión errónea: palabra «x» desconocida Expresión errónea: palabra «x» desconocida Expresión errónea: palabra «x» desconocida Expresión errónea: palabra «x» desconocida Expresión errónea: palabra «x» desconocida Expresión errónea: palabra «x» desconocida Expresión errónea: palabra «x» desconocida Expresión errónea: palabra «x» desconocida Expresión errónea: palabra «x» desconocida Expresión errónea: palabra «x» desconocida Expresión errónea: palabra «x» desconocida Expresión errónea: palabra «x» desconocida Expresión errónea: palabra «x» desconocida . Expresión errónea: palabra «x» desconocida [ 25 ] | & Expresión errónea: palabra «x» desconocida Expresión errónea: palabra «x» desconocida Expresión errónea: palabra «x» desconocida Expresión errónea: palabra «x» desconocida Expresión errónea: palabra «x» desconocida Expresión errónea: palabra «x» desconocida Expresión errónea: palabra «x» desconocida Expresión errónea: palabra «x» desconocida Expresión errónea: palabra «x» desconocida Expresión errónea: palabra «x» desconocida Expresión errónea: palabra «x» desconocida Expresión errónea: palabra «x» desconocida Expresión errónea: palabra «x» desconocida Expresión errónea: palabra «x» desconocida Expresión errónea: palabra «x» desconocida Expresión errónea: palabra «x» desconocida . Expresión errónea: palabra «x» desconocida [ 26 ] | & Expresión errónea: palabra «x» desconocida Expresión errónea: palabra «x» desconocida Expresión errónea: palabra «x» desconocida Expresión errónea: palabra «x» desconocida Expresión errónea: palabra «x» desconocida Expresión errónea: palabra «x» desconocida Expresión errónea: palabra «x» desconocida Expresión errónea: palabra «x» desconocida Expresión errónea: palabra «x» desconocida Expresión errónea: palabra «x» desconocida Expresión errónea: palabra «x» desconocida Expresión errónea: palabra «x» desconocida Expresión errónea: palabra «x» desconocida Expresión errónea: palabra «x» desconocida Expresión errónea: palabra «x» desconocida Expresión errónea: palabra «x» desconocida . Expresión errónea: palabra «x» desconocida |
| KEDGE Business School                                                                 | 31 | 34 | 40 | 33% |
|                                                                                       | | | | |
| Montpellier Business School                                                           | 69 | 72 | 75 | 45% |
| NEOMA Business School                                                                 | 50 | 39 | 44 | 44% |
|                                                                                       | | | | |
| Universidad París-Dauphine, PSL Research University                                   | 89 | & Expresión errónea: palabra «x» desconocida Expresión errónea: palabra «x» desconocida Expresión errónea: palabra «x» desconocida Expresión errónea: palabra «x» desconocida Expresión errónea: palabra «x» desconocida Expresión errónea: palabra «x» desconocida Expresión errónea: palabra «x» desconocida Expresión errónea: palabra «x» desconocida Expresión errónea: palabra «x» desconocida Expresión errónea: palabra «x» desconocida Expresión errónea: palabra «x» desconocida Expresión errónea: palabra «x» desconocida Expresión errónea: palabra «x» desconocida Expresión errónea: palabra «x» desconocida Expresión errónea: palabra «x» desconocida Expresión errónea: palabra «x» desconocida . Expresión errónea: palabra «x» desconocida [ 25 ] | & Expresión errónea: palabra «x» desconocida Expresión errónea: palabra «x» desconocida Expresión errónea: palabra «x» desconocida Expresión errónea: palabra «x» desconocida Expresión errónea: palabra «x» desconocida Expresión errónea: palabra «x» desconocida Expresión errónea: palabra «x» desconocida Expresión errónea: palabra «x» desconocida Expresión errónea: palabra «x» desconocida Expresión errónea: palabra «x» desconocida Expresión errónea: palabra «x» desconocida Expresión errónea: palabra «x» desconocida Expresión errónea: palabra «x» desconocida Expresión errónea: palabra «x» desconocida Expresión errónea: palabra «x» desconocida Expresión errónea: palabra «x» desconocida . Expresión errónea: palabra «x» desconocida [ 26 ] | & Expresión errónea: palabra «x» desconocida Expresión errónea: palabra «x» desconocida Expresión errónea: palabra «x» desconocida Expresión errónea: palabra «x» desconocida Expresión errónea: palabra «x» desconocida Expresión errónea: palabra «x» desconocida Expresión errónea: palabra «x» desconocida Expresión errónea: palabra «x» desconocida Expresión errónea: palabra «x» desconocida Expresión errónea: palabra «x» desconocida Expresión errónea: palabra «x» desconocida Expresión errónea: palabra «x» desconocida Expresión errónea: palabra «x» desconocida Expresión errónea: palabra «x» desconocida Expresión errónea: palabra «x» desconocida Expresión errónea: palabra «x» desconocida . Expresión errónea: palabra «x» desconocida |
| Paris School of Business                                                              | & Expresión errónea: palabra «x» desconocida Expresión errónea: palabra «x» desconocida Expresión errónea: palabra «x» desconocida Expresión errónea: palabra «x» desconocida Expresión errónea: palabra «x» desconocida Expresión errónea: palabra «x» desconocida Expresión errónea: palabra «x» desconocida Expresión errónea: palabra «x» desconocida Expresión errónea: palabra «x» desconocida Expresión errónea: palabra «x» desconocida Expresión errónea: palabra «x» desconocida Expresión errónea: palabra «x» desconocida Expresión errónea: palabra «x» desconocida Expresión errónea: palabra «x» desconocida Expresión errónea: palabra «x» desconocida Expresión errónea: palabra «x» desconocida . Expresión errónea: palabra «x» desconocida [ 24 ] | 88 | & Expresión errónea: palabra «x» desconocida Expresión errónea: palabra «x» desconocida Expresión errónea: palabra «x» desconocida Expresión errónea: palabra «x» desconocida Expresión errónea: palabra «x» desconocida Expresión errónea: palabra «x» desconocida Expresión errónea: palabra «x» desconocida Expresión errónea: palabra «x» desconocida Expresión errónea: palabra «x» desconocida Expresión errónea: palabra «x» desconocida Expresión errónea: palabra «x» desconocida Expresión errónea: palabra «x» desconocida Expresión errónea: palabra «x» desconocida Expresión errónea: palabra «x» desconocida Expresión errónea: palabra «x» desconocida Expresión errónea: palabra «x» desconocida . Expresión errónea: palabra «x» desconocida [ 26 ] | & Expresión errónea: palabra «x» desconocida Expresión errónea: palabra «x» desconocida Expresión errónea: palabra «x» desconocida Expresión errónea: palabra «x» desconocida Expresión errónea: palabra «x» desconocida Expresión errónea: palabra «x» desconocida Expresión errónea: palabra «x» desconocida Expresión errónea: palabra «x» desconocida Expresión errónea: palabra «x» desconocida Expresión errónea: palabra «x» desconocida Expresión errónea: palabra «x» desconocida Expresión errónea: palabra «x» desconocida Expresión errónea: palabra «x» desconocida Expresión errónea: palabra «x» desconocida Expresión errónea: palabra «x» desconocida Expresión errónea: palabra «x» desconocida . Expresión errónea: palabra «x» desconocida |
| École supérieure de commerce de Rennes                                                | 56 | 68 | 88 | 34% |
| Skema Business School                                                                 | 49 | & Expresión errónea: palabra «x» desconocida Expresión errónea: palabra «x» desconocida Expresión errónea: palabra «x» desconocida Expresión errónea: palabra «x» desconocida Expresión errónea: palabra «x» desconocida Expresión errónea: palabra «x» desconocida Expresión errónea: palabra «x» desconocida Expresión errónea: palabra «x» desconocida Expresión errónea: palabra «x» desconocida Expresión errónea: palabra «x» desconocida Expresión errónea: palabra «x» desconocida Expresión errónea: palabra «x» desconocida Expresión errónea: palabra «x» desconocida Expresión errónea: palabra «x» desconocida Expresión errónea: palabra «x» desconocida Expresión errónea: palabra «x» desconocida . Expresión errónea: palabra «x» desconocida [ 25 ] | 48 | 37% |
| Toulouse Business School                                                              | 57 | 58 | 58 | 50% |

Times Higher Education clasificó estas Grandes Écoles entre las 20 mejores del mundo (universidades pequeñas: menos de 5000 estudiantes):
| Times Higher Education – top 20 pequeñas universidades del mundo (miembros de la CGE) | 2017 | 2018 | 2019 | 2020 | 2021        |
| ------------------------------------------------------------------------------------- | ---- | ---- | ---- | ---- | ----------- |
| École polytechnique, Instituto Politécnico de París                                   | 4th  | 2nd  | 2nd  | 2nd  | 2nd         |
| Escuela Normal Superior de Lyon, Universidad de Lyon                                  | 7th  | 5th  | 7th  | 9th  | 11th (tied) |
| Télécom ParisTech, Universidad Paris-Saclay                                           |      |      |      | 6th  | 11th (tied) |
| Escuela Nacional de Puentes y Caminos                                                 |      |      | 9th  |      | 7th         |
| École normale supérieure de París-Saclay, Universidad Paris-Saclay                    |      | 18th |      |      |             |
| Escuela Normal Superior (París), PSL Research University                              | 2nd  |      |      |      |             |

Varios miembros de la CGE hunden sus raíces en los siglos XVIII y principios del XIX, y algunos son incluso más antiguos que el término Grande école, que data de 1794.  Si durante el siglo XVIII las Grandes écoles se centraron en la formación de funcionarios públicos e ingenieros militares, y el plan de estudios era principalmente matemáticas y ciencias físicas, durante el siglo XIX se crearon nuevas Grandes écoles para apoyar la industria y el comercio. Algunos miembros de la CGE se encuentran entre las instituciones educativas en funcionamiento más antiguas de Francia. Todas las escuelas fueron fundadas sobre bases no partidistas.
| Escuelas CGE fundadas antes de 1821                                               | Nombre original                              | Año  | Notas |
| --------------------------------------------------------------------------------- | -------------------------------------------- | ---- | --- |
| École nationale supérieure de techniques avancées, Instituto Politécnico de París | École nationale supérieure du génie maritime | 1741 | Creada para la enseñanza de la ingeniería naval, la escuela cerró con motivo de la Revolución francesa y fue reabierta en 1793. |
| Escuela Nacional de Puentes y Caminos                                             | École nationale des ponts et chaussées       | 1747 | Fundada originalmente para capacitar a funcionarios de ingeniería e ingenieros civiles, su enfoque se centró en la educación y la investigación en el campo de la ciencia, la ingeniería y la tecnología. |
| Escuela Nacional de Veterinaria de Alfort                                         |                                              | 1765 | Una Grande école dirigida a veterinarios que inicialmente se centró en la anatomía animal, el herrado, la terapia y la cirugía. |
| Arts et Métiers ParisTech                                                         | Ecole d'Arts et Métiers                      | 1780 | Fundada para proporcionar una formación integral a los oficiales militares y a sus hijos, esta Grande école se centra en la ingeniería. |
| Escuela Nacional Superior de Minas de París, PSL Research University              | École pratique des Mines du Mont-Blanc       | 1783 | Una Grande école de ingeniería en funcionamiento continuado desde 1794. |
| École polytechnique                                                               | École centrale des travaux publics           | 1794 | Establecida durante la Revolución Francesa para enseñar matemáticas y ciencias, se convirtió en una academia militar bajo el mando de Napoleón Bonaparte en 1804. La institución sigue siendo supervisada por el Ministerio de Defensa, pero ahora funciona como una Grande École de ingeniería pública.                                                                           |
| Escuela Normal Superior (ENS Paris)                                               | École normale de l'an III                    | 1794 | Creada durante la Revolución Francesa para proporcionar una formación homogénea a los profesores en Francia. |
| Conservatorio Nacional de Artes y Oficios                                         |                                              | 1794 | Junto con la École Polytechnique y la École Normale Supérieure, esta Grande école fue creada durante la Revolución Francesa para la formación y la investigación en ciencia y tecnología. |
| Escuela Especial Militar de Saint-Cyr                                             |                                              | 1802 | Creada por Napoleón Bonaparte para sustituir a la École Royale Militaire, la escuela fue disuelta en su mayor parte en 1942 durante la ocupación nazi, pero el entrenamiento de oficiales cadetes franceses (Cadets de la France Libre) continuó en Cherchell (Argelia; entonces territorio de la Francia Libre) y en el Reino Unido, bajo el mando del general Charles de Gaulle. |
| École nationale supérieure des mines de Saint-Étienne                             | École nationale supérieure des mineurs       | 1816 | Una Grande école de ingeniería que ha impartido clases de manera continuada desde 1816. |
| Escuela de Bellas Artes (París)                                                   | Écoles des beaux-arts                        | 1817 | Fundada por la Academia real de pintura y de escultura para la enseñanza de las artes. |
| ESCP Business School                                                              | Ecole Supérieure de Commerce de Paris        | 1819 | Siguiendo el modelo de la École Polytechnique, es la escuela de comercio y administración más antigua del mundo. |
| École Nationale des Chartes                                                       | École des Chartes                            | 1821 | La escuela fue creada por orden del rey Luis XVIII para formar archiveros e historiadores, pero sus raíces se remontan más atrás, a la Revolución Francesa y al período napoleónico. |

## Miembros fundadores
- École Centrale des Arts et Manufactures (École Centrale Paris - ECP)[36]
- École des Hautes Études Commerciales (HEC Paris)[36]
- École Nationale des Ponts et Chaussées (Escuela Nacional de Puentes y Caminos - Ponts - ENPC )[36]
- École Nationale Supérieure de l’Aéronautique et de l’Espace (ISAE-SUPAERO)[36]
- École Nationale Supérieure des Arts et Métiers (Paris) ( Arts et Métiers ParisTech - ENSAM)[36]
- École Nationale Supérieure des Mines de Paris (Mines ParisTech - ENSM.P.)[36]
- École Nationale Supérieure des Mines de Saint-Étienne (MINES Saint-Étienne)[36]
- École Nationale Supérieure des Mines de Nancy (Mines Nancy)[36]
- École Nationale Supérieure des Mines de Rabat (Mines Rabat)[36]
- École Nationale Supérieure des Techniques Avancées (École nationale supérieure de techniques avancées - ENSTA Paris)[36]
- École Nationale Supérieure des Télécommunications (Télécom ParisTech)[36]
- École Polytechnique (École Polytechnique - EP or l'X)[36]
- École Supérieure d’Electricité (Supélec - ESE)[36]
- École Supérieure de Physique et Chimie Industrielle de la Ville de Paris (Escuela Superior de Física y de Química Industriales de París - ESPCI Paris)[36]
- Institut National Agronomique Paris-Grignon (Institut national agronomique Paris Grignon INA-PG)[36]